# Сарське
Сарське (рос. Сарское) — село у Майському районі Кабардино-Балкарії Російської Федерації.
Орган місцевого самоврядування — міське поселення Майський. Населення становить 425 осіб.

## Історія
Згідно із законом від 27 лютого 2005 року органом місцевого самоврядування є міське поселення Майський.

## Населення
| 1926 | 1970 | 1989 | 2002 | 2010 |
| ---- | ---- | ---- | ---- | ---- |
| 184  | ↗277 | ↗319 | ↗521 | ↘425 |